# Carmencita (film 1897)
Carmencita – niemiecki film krótkometrażowy z 1897 roku.